# Тернате (Италия)
Терна̀те (на италиански: Ternate; на ломбардски: Ternàa, Тернаа) е село и община в Северна Италия, провинция Варезе, регион Ломбардия. Разположено е на 281 m надморска височина. Населението на общината е 2563 души (към 2017 г.).